# Jo Davidson
 (août 2025).
Motif : manque de sources secondaires de qualité, réécrire l'article au présent de narration

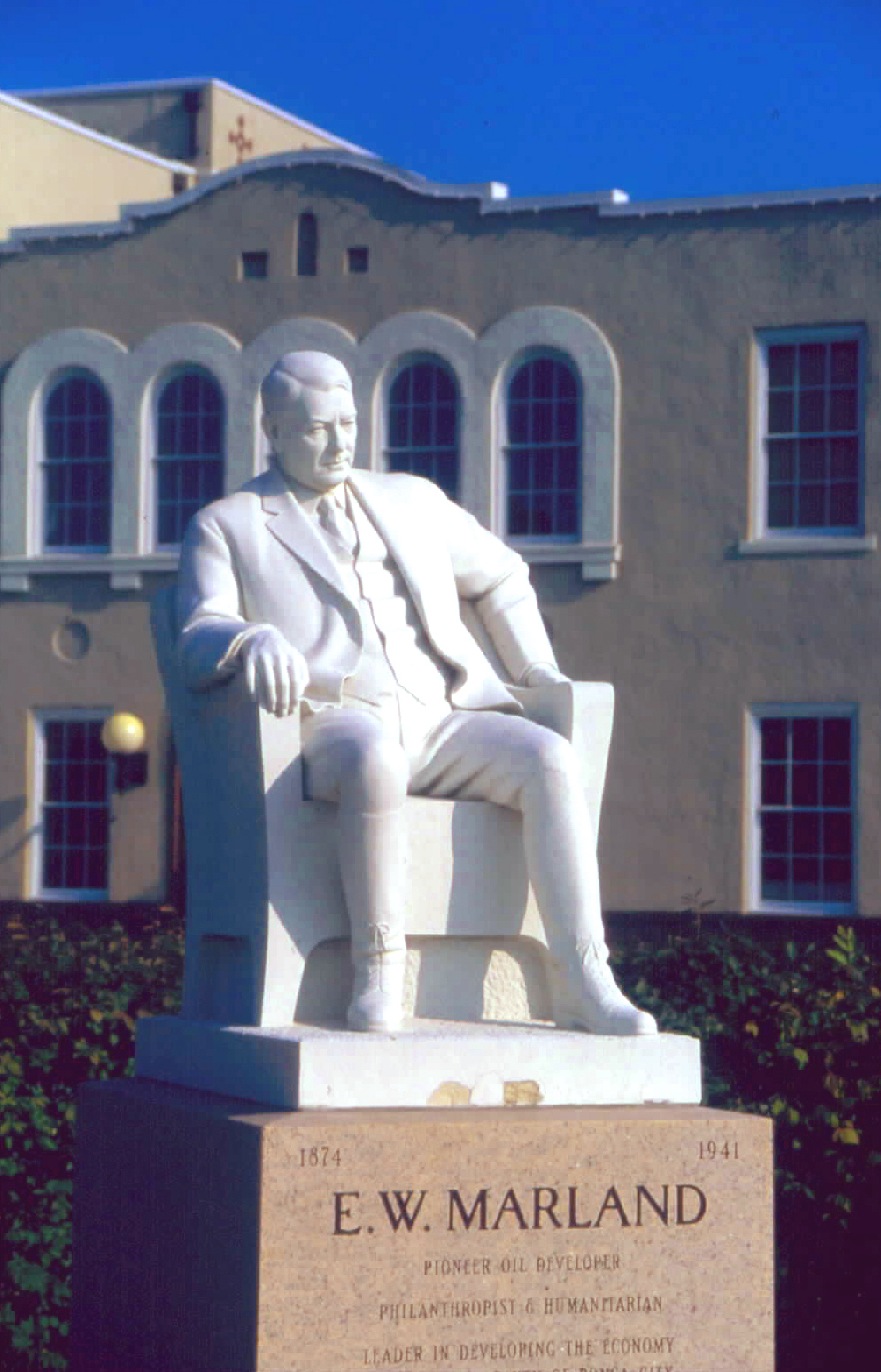
, Ponca City (Oklahoma)

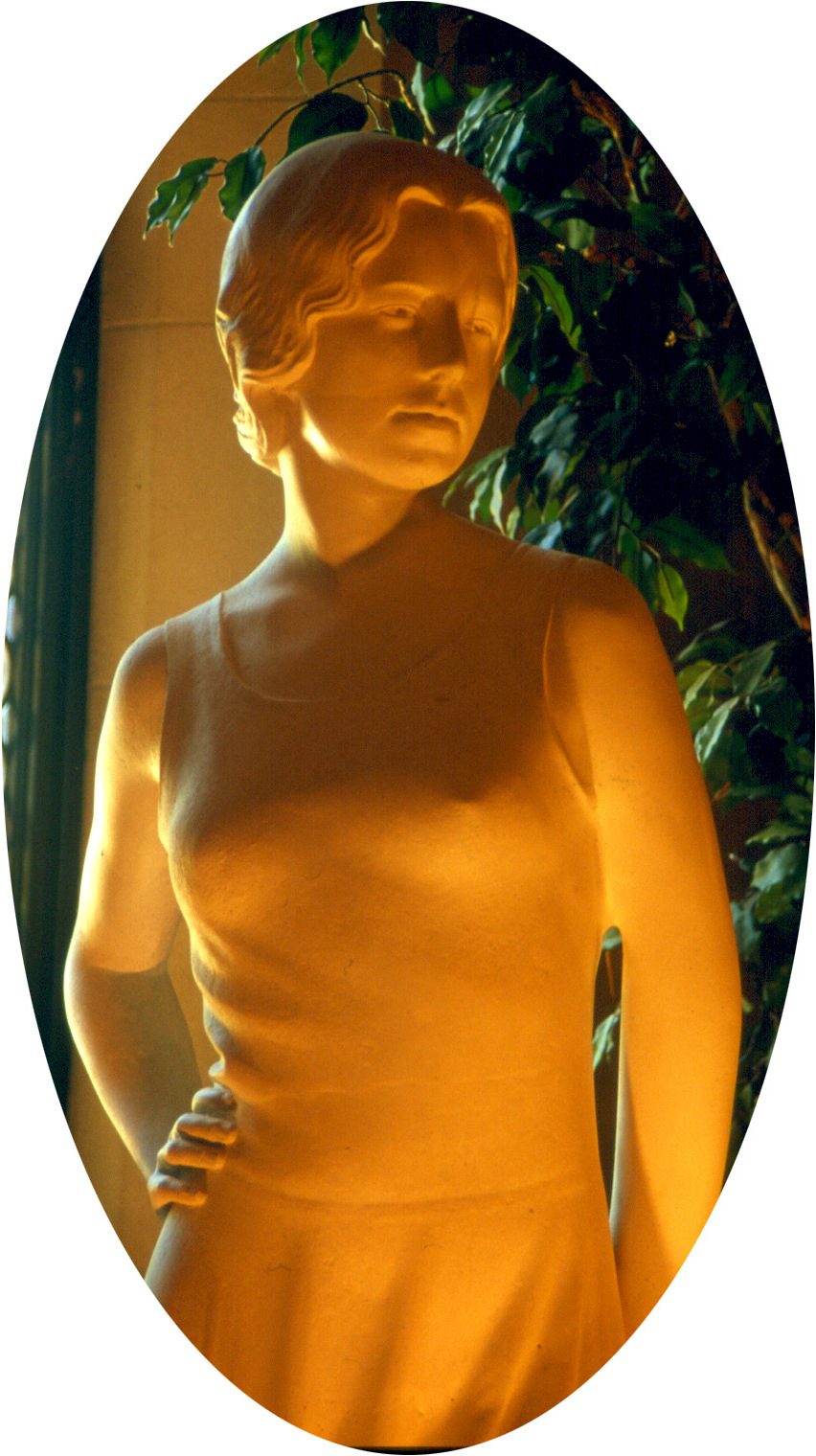

Jo Davidson, né le 30 mars 1883 et mort le 2 janvier 1952, est un sculpteur américain d'origine juive russe. Il s'est spécialisé dans les portraits en buste réalistes, mais il n'exigeait pas que ses sujets posent en bonne et due forme pour lui ; à la place, il les observait et leur parlait. Il travaillait surtout à l'argile, tandis que les produits finaux étaient d'ordinaire faits en terre cuite, en marbre ou en bronze.

## Biographie
Né à New York, Davidson travailla à l'atelier de Hermon Atkins MacNeil avant de se rendre à Paris pour étudier la sculpture à l'École des beaux-arts en 1907. De retour aux États-Unis, il se lia d'amitié avec Gertrude Vanderbilt Whitney, qui acheta certaines de ses œuvres.
En 1911, Davidson obtint ses premières expositions solos en galerie. Il fut l'un des douze sculpteurs que le pétrolier E. W. Marland (en) invita à se disputer la réalisation d'un monument pour La Pionnière (en) à Ponca City en 1927, mais n'obtint pas la commande. En 1934, Davidson gagna le prix Maynard de l'Académie américaine de design, et en 1947, l'Académie américaine des arts et des lettres organisa une rétrospective regroupant près de 200 de ses œuvres. À l'été de 1949, Davidson fut l'un des 250 sculpteurs participant à la Troisième Exposition internationale de sculpture (en) tenue au Philadelphia Museum of Art.
Davidson fut chargé, entre autres, de la conception du badge des industries de guerre américaines, d'une collection de pièces commémoratives de la première victoire des troupes de marine pour le gouvernement français, ainsi que des bustes en bronze des dirigeants alliés. Ses portraits de dirigeants du monde et de personnalités de premier plan lui valurent une renommée internationale. Il fit des statues d'E. W. Marland et de ses deux grands enfants adoptifs.
Davidson a contribué à la carrière de François Kollar notamment en lui prêtant son atelier parisien au 17 rue de la Tour 75116

Réalisations

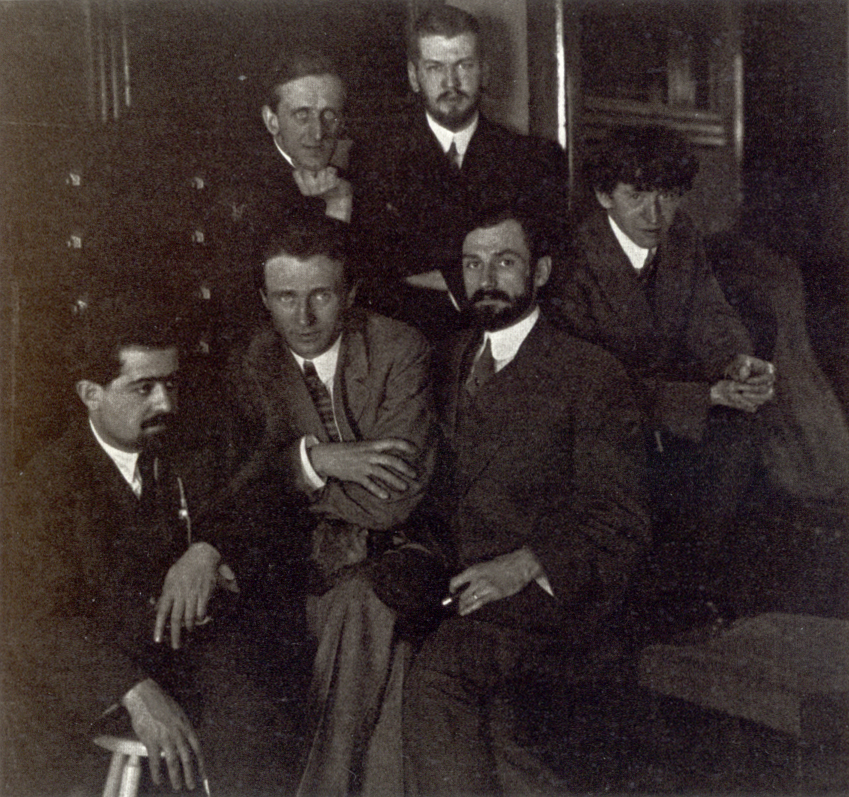
Jeunes artistes américains de l'école moderne, de gauche à droite : Jo Davidson, Edward Steichen,, John Marin ; à l'arrière : Marsden Hartley, Laurence Fellows, vers 1911,

Jo Davidson a représenté les personnalités suivantes :
- J. M. Barrie
- Nicholas Butler
- Charlie Chaplin
- Madame Chiang Kaï-chek
- Joseph Conrad
- Émile Coué (qui était aussi sculpteur dans ses temps libres)
- Clarence Darrow
- Charles Dawes - buste qui fait partie de la collection des bustes des Vice-Présidents du Sénat américain (en)
- Arthur Conan Doyle
- Albert Einstein
- Dwight David Eisenhower
- Maréchal Ferdinand Foch
- Anatole France
- Mahatma Gandhi
- André Gide
- Emma Goldman
- William Averell Harriman
- Frank Harris
- Dolores Ibárruri (La Passionaria)
- Robinson Jeffers
- James Joyce
- Helen Keller
- Rudyard Kipling
- Robert M. La Follette, contribution du Wisconsin au National Statuary Hall du Capitole des États-Unis
- D. H. Lawrence
- Henry Luce
- John Marin
- E. W. Marland (en)
- Lydie Marland (en) et son frère George Roberts Marland
- Lowell Mellett (en)
- Andrew Mellon
- Général John Pershing
- John Davison Rockefeller
- Will Rogers, bronze réalisé après la mort du sujet et érigé en 1939, contribution de l'Oklahoma au National Statuary Hall du Capitole des États-Unis
- Franklin Delano Roosevelt, installé au Franklin D. Roosevelt Four Freedoms Park (en)
- Ida Rubinstein
- Carl Sandburg
- Edward Willis Scripps
- George Bernard Shaw
- Lincoln Steffens
- Gertrude Stein
- Rabindranath Tagore
- Maréchal Tito
- H. G. Wells
- Henry Wallace, buste qui fait partie de la collection des bustes des Vice-Présidents du Sénat américain
- Walt Whitman statue en bronze réalisée après la mort du sujet et érigée dans le parc d'État de Bear Mountain, dans l'État de New York.
- Gertrude Vanderbilt Whitney
- Evan Williams, ténor (en)
- Woodrow Wilson
- Israel Zangwill

Certaines des œuvres de Davidson se trouvent au National Gallery of Art.
Il conçut aussi une statue de Henry D. Thoreau, l'auteur de Walden ou la Vie dans les bois. Elle se trouve dans la réserve d'État de l'étang de Walden à Concord (Massachusetts).
En 2006, la National Portrait Gallery de la Smithsonian Institution lança une exposition permanente, Jo Davidson: Biographer in Bronze (Jo Davidson, biographe par le bronze), comprenant des portraits de Gertrude Stein et de Lincoln Steffens.

## Activité politique
Davidson fut président de l'Independent Citizens Committee of the Arts, Sciences and Professions (en) ICCASP), groupe libéral de gauche qui appuya les politiques et la réélection du président Franklin Delano Roosevelt. En 1946, ce groupe fusionna avec le National Citizens Political Action Committee (NCPAC) pour devenir les Progressive Citizens of America (en)(PCA), dont Davidson assura la coprésidence avec Frank Kingdon (en)). Les PCA luttèrent pendant la guerre froide pour l'égalité raciale, la justice économique et les libertés civiles. Des composantes importantes des PCA appuyèrent Henry Wallace, candidat progressiste à la présidence des États-Unis en 1948.